# Kieler Wetterhütte
Die Kieler Wetterhütte ist eine Schutzhütte der Sektion Kiel des Deutschen Alpenvereins im Verwall und liegt in Tirol in Österreich.

## Lage und Ausstattung
Die stets unverschlossene Selbstversorger-Hütte an der Fatlarscharte thront oberhalb von Ischgl in aussichtsreicher Lage, 1500 m über dem Paznauntal. An der Fatlarscharte zweigt der Älschnerkamm, welcher nach Osten zum Paznauntal hinunterzieht, vom Verwall-Hauptkamm ab. Ein Herd ist vorhanden, Holz soll mitgebracht werden. Strom ist nicht vorhanden, auch keine Solaranlage, somit gibt es in der Hütte keine elektrische Beleuchtung.

## Zugänge
- Von der Niederelbehütte, Hoppe-Seyler-Weg, 1¾ h
- Von der Darmstädter Hütte, Hoppe-Seyler-Weg, 4 h
- Aus Versahl im Paznaun über das Vergrößkar, anspruchsvoll, steil, seilversichert, 4 h

## Nachbarhütten
- Zur Niederelbehütte, Hoppe-Seyler-Weg, 1 bis 1½ h
- Zur Darmstädter Hütte, Hoppe-Seyler-Weg, 2½ h

## Gipfel
- Fatlarspitze (2986 m), Normalweg (UIAA-Skala II), 1 h
- Kreuzjochspitze (2921 m), 2½ h
- Saumspitze (3039 m), 3 bis 3½ h

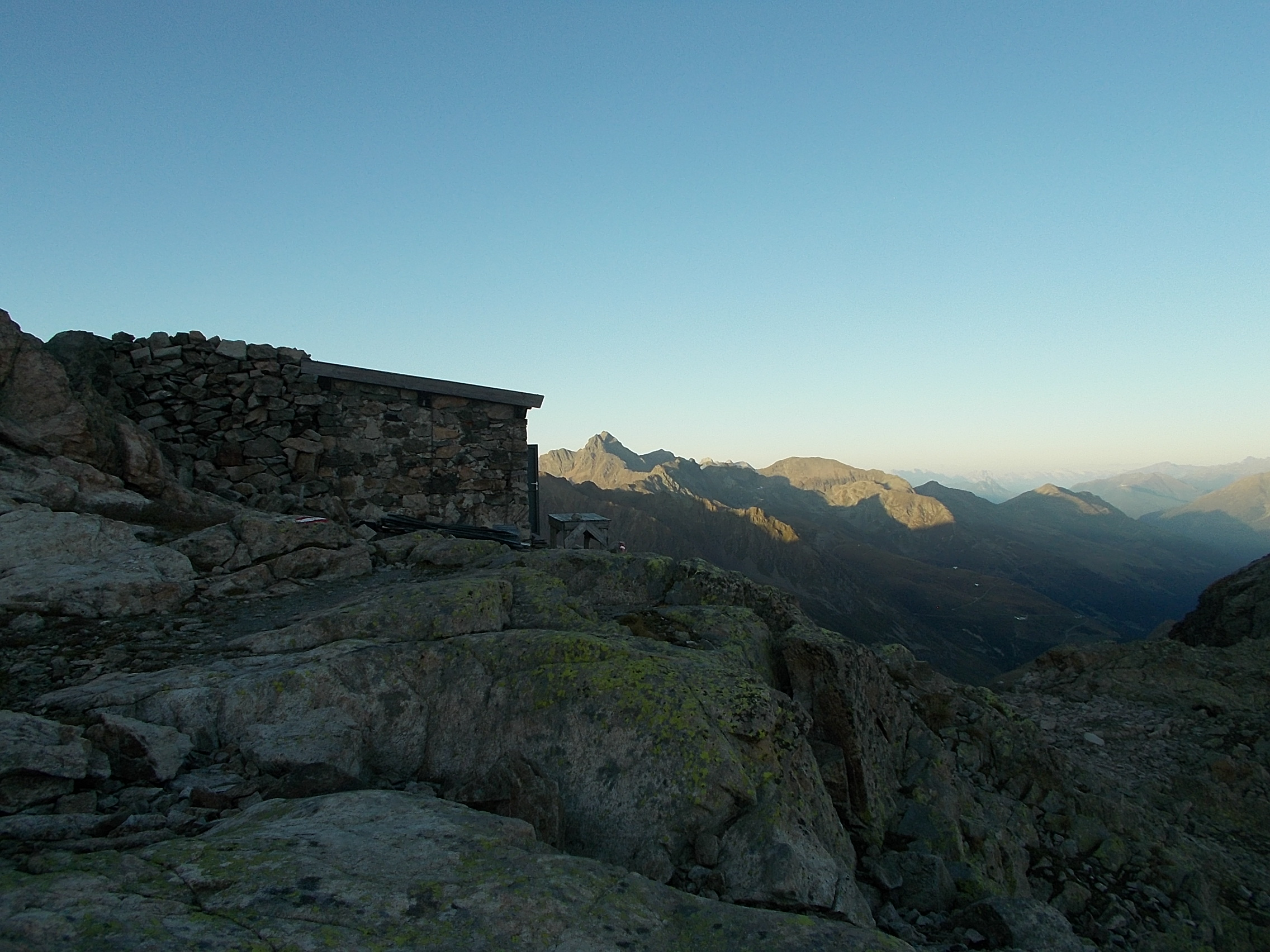
Kieler Wetterhütte mit Hohem Riffler im Hintergrund
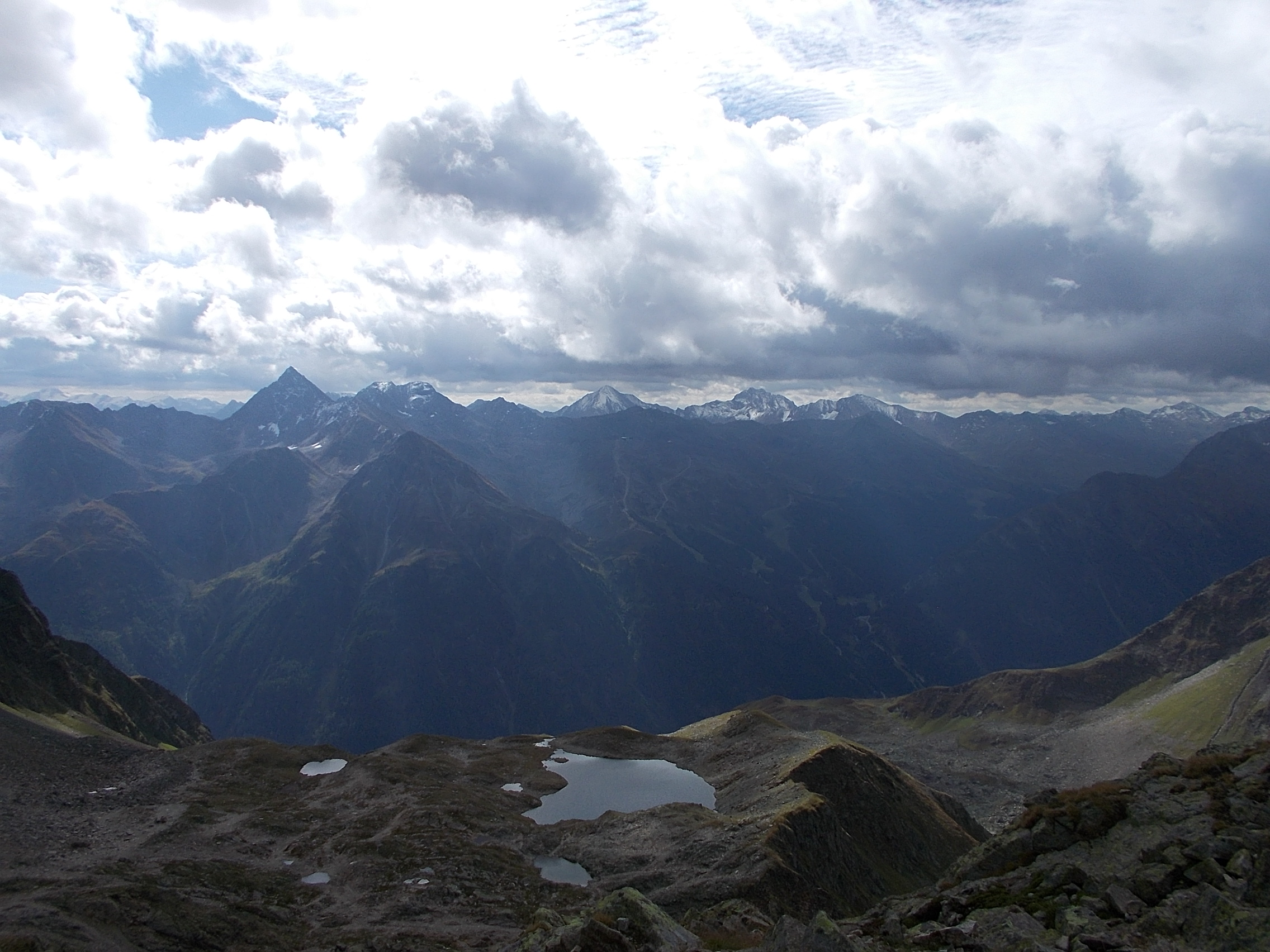
Blick übers Paznauntal nach Süden ins Samnaun
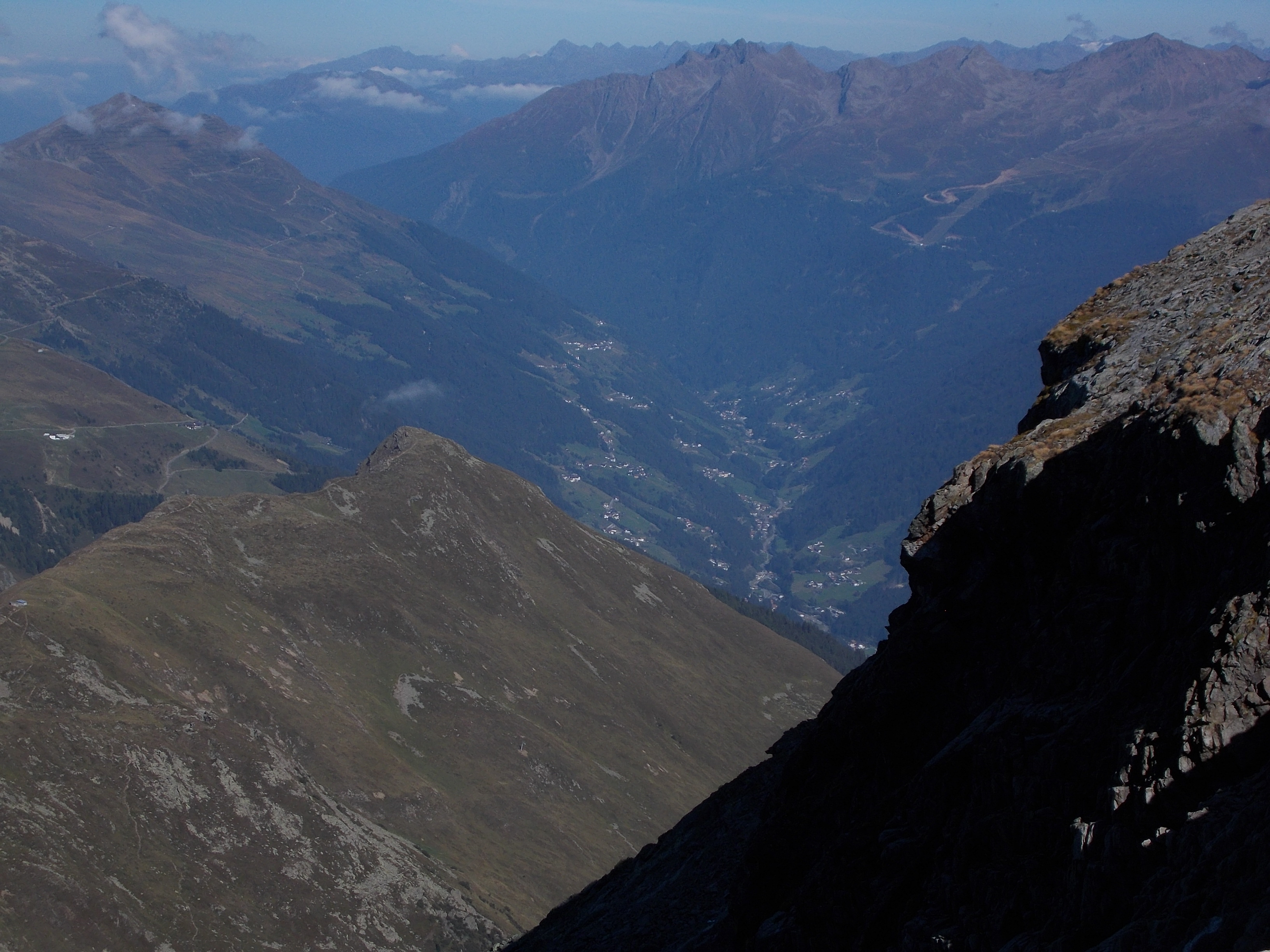
Tiefblick über 1500 m von der Hütte ins Paznauntal, Kappler Spitze halblinks in der Mitte, Älschnerkamm rechts
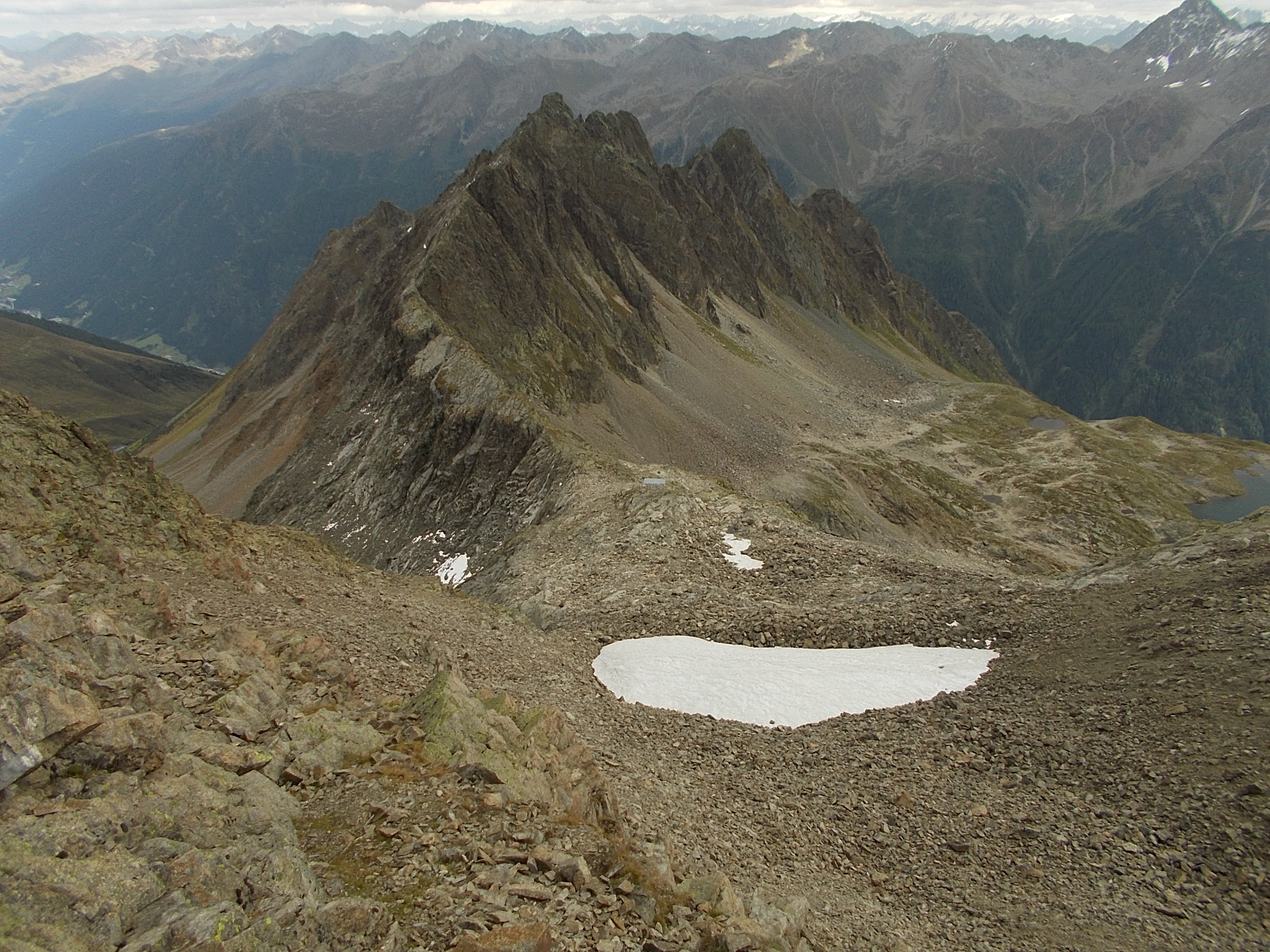
Der Älschnerkamm mit der Älschnerspitze (2837 m). In der Mitte die Fatlarscharte mit dem Hüttendach.

## Karten
- Alpenvereinskarte AV 28/2, 1:25.000, Verwallgruppe – Mitte
- Alpenvereinskarte AV 28, 1:50.000, Verwallgruppe